# Sur les toits
Sur les toits (ve Spojených státech amerických On the Roof) je francouzský němý film z roku 1897. Režisérem je Georges Méliès (1861–1938), který si ve filmu zahrál policistu. Jména zbývajících herců nejsou známa.

## Děj
Dáma volá o pomoc, když se k ní domů vkrádají dva lupiči. Ti ji společně shodí z okna. Na místo přichází policista, ale propadne se skrz střechu někam, kde uvázne. Oba zloději toho využijí a utečou balkónem.